# Billum Kirke

Billum Kirke er en kirke i Billum Kirkeby, sydvest for stationsbyen Billum, ca. 10 km vest for Varde.
Billum Kirke er en af Ribeegnens tufstenskirker fra 1200-tallet, med senromantisk apsis, kor og skib.
Tårn, sakristi og våbenhus er fra senmiddelalderen.
I 1954 blev en restaurering af kirken påbegyndt og i den forbindelse også en arkæologisk undersøgelse.